# Cambridge
Mesto Cambridge je univerzitetno mesto in upravno središče okrožja Cambridgeshire v Angliji. Leži v Vzhodni Angliji, ob reki Cam, približno 80 km severno od Londona. Po popisu prebivalstva leta 2011 šteje 123.867 (vključno z 24.488 študenti). Cambridge je drugo največje mesto v okrožju Cambridgeshire za Peterboroughom in 54. v Združenem kraljestvu. Arheološki dokazi naselja na tem območju so iz časa bronaste dobe in rimskih časov; pod Vikingi je Cambridge postal pomembno trgovsko središče. Prva mestna listina je iz 12. stoletja, čeprav status mesta ni bil podeljen do leta 1951.
Cambridge je najbolj znan kot sedež Univerze v Cambridgeu, ustanovljene leta 1209 in dosledno uvrščeni v eno izmed petih najboljših univerz na svetu. V sestavi Univerze je znamenit Cavendish Laboratory, Kapela kraljevega kolidža in Univerzitetna knjižnica. V Cambridgeu dominirata zadnji dve stavbi, skupaj z dimnikom bolnišnice Addenbrooke na skrajnem jugu mesta in zvonik kapele kolidža sv. Janeza.
Danes je Cambridge središče visoko - tehnološkega centra znanega kot Silicon Fen. Obkrožajo ga nizka barja. Njene gospodarske prednosti ležijo v panogah, kot so programska oprema in bio znanost, veliko je zagonskih podjetij, ki so izšla iz univerze. Več kot 40 % delovne sile ima višjo izobrazbo, več kot dvakrat višje od državnega povprečja. Cambridge je tudi sedež biomedicinskega Campusa Cambridge, enega največjih biomedicinskih raziskovalnih skupin na svetu.
Zelen prostor Parker's Piece je gostil prvo nogometno tekmo, glasbeni festival Strawberry in umetniški festival sta potekala v Midsummer Common. Cambridge leži v bližini cest M11 in A14, in je približno 50 minut iz Londona z non-stop vlakom, ter z železniškimi povezavami povezan z drugimi mesti: Norwich, Birmingham in drugimi.

## Zgodovina

### Prazgodovina in Rimski imperij
Naselja so obstajala okrog območja današnjega Cambridgea že zelo zgodaj. Najzgodnejši dokaz naselitve so ostanki 3500 let stare kmetije odkrite v mestu Fitzwilliam College.  Nadalje so arheološki dokazi iz železne dobe, dokazi o naselju na Castle Hill iz 1. stoletja pred našim štetjem, morda povezani s širšimi kulturnimi spremembami, ki so se pojavile v jugovzhodni Britaniji v tem času, in so povezane s prihodom Belgov.  V Cambridgeu je bil odkrit tudi dokaz o razširjenosti rimske naselbine, vključno s številnimi kmetijami in vasmi v okrožju Cambridge Newnham.

### Srednji vek
Po odhodu Rimljanov so ozemlje okoli Castle Hilla zavzeli Sasi in ga preimenovali v Grantabrycge (Most čez reko Granta). Ko je reka Granta postala znana kot reka Cam, se je ime spremenilo v Cambridge (V srednji angleščini Cambridge izhaja iz besede Camboricum, kar pomeni 'prehod' ali 'brod' čez reko). Na tem območju so našli anglosaške grobove. Iz anglosaških časov je imel Cambridge koristi od dobrih trgovinskih povezav čez težko prehodna močvirja. V 7. stoletju je bilo mesto manj pomembno, Beda Častitljivi ga opisuje kot malo uničeno mesto, ki ima grobišče Eteldreda. Cambridge je omenjen v anglosaški Chronicle kot Grantebrycge v obdobju, ko je obstajalo naselje na obeh straneh reke in je stal Cambridge na meji med vzhodno in srednjo Anglijo.
Prihod Vikingov v Cambridge je bil zabeležen v Anglosaški kroniki v letu 875. Vikinški zakon Danelaw je bil uveden leta 878. Vikinške učinkovite trgovalne navade so povzročile hitro rast naselja. V tem obdobju se je center mesta premaknil od Castle Hilla na levem bregu reke, na območje znano kot Quayside na desnem bregu. Po odhodu Vikingov so ponovno zavladali Sasi, gradili so cerkve (med njimi cerkev St Bene't), uredili nabrežja, trgovske hiše in kovnice, ki so izdelovale kovance z imenom mesta skrajšano Grant.
Leta 1068, dve leti po normanski osvojitvi Anglije, je Viljem Osvajalec zgradil grad (Mota (grad)|mota) na Castle Hill. Tako kot drugod po osvojitvi, je tudi Cambridge padel pod nadzor kralja in njegovih namestnikov. Okrogla cerkev Božjega groba izvira iz tega obdobja.
Prvo listino mesta je Cambridgeu dodelil Henrik I. med letoma 1120 in 1131. Mesto je imelo monopol nad vodnim prometom in pobiranjem cestnine, kot tudi pravico do sodišča. V letu 1209 je bila ustanovljena Univerza, ki so jo ustanovili oxfordski študentje, ki so bežali pred sovražnimi meščani iz Oxforda. Peterhouse je najstarejša šola, ki še vedno obstaja in je bila ustanovljena leta 1284.
Cambridge je imel v srednjem veku pomembno judovsko skupnost, ki se je osredotočala na to, kar je danes znano kot Prehod vseh svetnikov, takrat znan kot Judovstvo. V bližini je stala sinagoga. Januarja 1275 je Eleanora Provansalska izgnala Jude iz vseh mest v svojih ozemljih, Judom iz Cambridgea pa je bilo ukazano, naj se preselijo v Norwich.
Leta 1349 je Cambridge prizadela črna smrt (kuga). Nekaj zapisov je ohranjenih, 16 od 40 učenjakov na Kings Hall je umrlo. Severni del mesta je bil močno prizadet in je skoraj izumrl. Nadaljnje upadanje števila prebivalcev se je zgodilo po drugi epidemiji leta 1361. V pismu škofa iz Elya piše, da predlaga, da se dve župniji v Cambridgeu združita, saj ni bilo dovolj ljudi, da bi napolnili še eno cerkev. Več kot tretjina angleških duhovnikov je umrlo od kuge. Štiri nove šole s sedežem na Univerzi so v naslednjih letih usposabljale nove duhovnike in sicer Gonville Hall, Trinity Hall, Corpus Christi in Clare.
Leta 1382 je bil revidiran mestni statut, ki je vplival na »manjšanje svoboščin, ki jo je uživala skupnost«, zaradi udeležbe v kmečkem uporu. Statut je prenesel nadzor nad peki in pivovarji, nad utežmi in merami in preprodajo in prodajo na debelo, od mesta na univerzo. 
Ena najbolj znanih stavb v Cambridgeu, King's College Chapel (Kapela Kraljevega kolidža), se je začela graditi leta 1446 na ukaz kralja Henrik VI. Projekt je bil zaključen leta 1515 v času vladavine kralja Henrika VIII. Stavba je postala sinonim za Cambridge in se trenutno uporablja v logotipu mestnega sveta Cambridgea.

### Novi vek
Po številnih smrtih v mestu zaradi kuge, so bile izboljšane zdravstvene razmere, z izgradnjo kanala Hobson Conduit v začetku leta 1600 pa pripeljana sveža voda. Vodni sistem je pripeljal vodo iz Nine Wells, ob vznožju hribovja Gog Magog, v center mesta.
Cambridge je igral pomembno vlogo v začetku angleške državljanske vojne, ko je bil sedež Eastern Counties Association, organizacije, ki je upravljala regionalno vojsko v vzhodni Angliji, ki je postala temelj parlamentarnih vojaških prizadevanj pred nastankom novega modela armade. Leta 1643 je nadzor nad mestom prevzel parlament oziroma Oliver Cromwell, ki je bil izobražen na Univerzi v Sidney Sussex College. Mestni grad je bil utrjen z vojaki tam nastanjenimi, nekaj mostov je bilo uničenih za pomoč pri obrambi. Čeprav so sile rojalistov prišle 3 km od mesta leta 1644, obramba nikoli ni bila uporabljena.
V 19. stoletju se je Cambridge, podobno kot številna druga angleška mesta, hitro širil. To je bila delno posledica daljše pričakovane življenjske dobe in izboljšanja kmetijske proizvodnje, kar je vodilo do povečane trgovine v mestnih trgih. Prostorski akti iz let 1801 in 1807 so omogočili širitev mesta na odprta polja tako, da so se na koncu leta 1912 in ponovno leta 1935 meje mesta močno razširile na področja, kot so Chesterton, Cherry Hinton, Fen Ditton, Trumpington in Grantchester.
Železnica je prišla v Cambridge leta 1845 z odprtjem linije Great Eastern od Londona do Norwicha, po tem ko se je v začetku temu upiral. Postaja je bila na pritisk Univerze zgrajena zunaj centra mesta. S prihodom železnice in z njo povezanim zaposlovanjem se je mesto širilo na območje okoli postaje, danes Romsey Town. Železniška povezava z Londonom je spodbudila izgradnjo težke industrije, kot so proizvodnja opeke, cementa in slada.

### 20. stoletje
Od leta 1930 do 1980 se je velikost mesta povečala za več velikih sosesk. Največje na območju severno od reke, kjer so zdaj soseske East Chesterton, King's Hedges in Arbury, kjer je živel nadškof Rowan Williams in delal kot pomočnik duhovnik v začetku leta 1980.
Med drugo svetovno vojno je bil Cambridge pomembno središče za obrambo vzhodne obale. Mesto je v času vojne postalo vojaško središče s centrom za usposabljanje R.A.F. in regionalni sedež za Norfolk, Suffolk, Essex, Cambridgeshire, Huntingdonshire, Hertfordshire in Bedfordshire. Samo mesto je doživelo dokaj malo nemških bombnih napadov, ti so bili usmerjeni predvsem na železnice. Zgodovinske zgradbe niso bile poškodovane. Leta 1944 je bilo tajno srečanje vojaških voditeljev, ki so v Trinity College postavili temelje zavezniške invazije na Evropo. Med vojno je Cambridge služil kot evakuacijski center za več kot 7000 ljudi iz Londona, kot tudi za del Londonske univerze.
Cambridge je dobil svoj mestni statut leta 1951 kot priznanje njegovemu zgodovinskemu in upravnemu pomenu in gospodarskim uspehom. Cambridge nima stolnice, ki je tradicionalno predpogoj za status mesta, zato spada v škofijo Ely. Leta 1962 je Cambridge dobil prve nakupovalne arkade, sodišče, odprto na Drummer Street, ki je bilo porušeno leta 2006. Druga nakupovalna arkada sledi na Lion Yard, kjer je bila osrednja knjižnica za mesto in Grafton center, ki je nadomestil stanovanjsko naselje Victorian, ki je bilo v slabem stanju. Ta zadnji projekt je precej sporen.
Mesto je dobilo svojo drugo univerzo leta 1992, ko Anglia Polytechnic postala Anglia Polytechnic University. Preimenovana v Anglia Ruskin University v letu 2005 ima institucija svoj izvor v Cambridge School of Art, ki jo je ustanovil John Ruskin leta 1858. Open University je tudi v mestu, s pisarnami na Hills Road. Mestni svet Cambridgea namerava obnoviti območje okoli koncertne dvorane Corn Exchange in načrtuje izgradnjo drsališča.

## Geografija
Cambridge se nahaja približno 80 km severnovzhodno od Londona. Mesto se nahaja v ravninskem območju z relativno nizko ležečim terenom južno od Fens, ki se giblje med 6 in 24 metrov nadmorske višine. Mesto je bilo v zgodovini obdano z nizko ležečimi mokrišči, ki so bila izsušena ko se je mesto razširilo. 
Geološko sestavo tal predstavlja glina iz obdobja spodnje krede in apnenec, lokalno poznan kot Cambridge Greensand, prekrit s plastjo gramoza. Plast fosfatnih vozličkov (koprolitov) pod laporjem so v 19. stoletju kopali za gnojilo. To je bila glavna industrija v okrožju in prinašala dobičke družbam, dokler zakon iz leta 1894 in konkurenca iz Amerike, nista končala proizvodnje. 
Reka Cam teče skozi mesto severno od naselja Grantchester. Meji z vodnimi travniki znotraj mesta, kot so Sheep's Green, kot tudi stanovanjskimi soseskami. Kot večina mest ima sodobni Cambridge velika predmestja in gosto pozidana področja. Center mesta obsega  predvsem trgovske in zgodovinske stavbe in velike zelene površine, kot so Jesus Green, Parker's Piece in Midsummer Common. Mnoge ceste v centru so rezervirane za pešce. Rast prebivalstva ima za posledico gradnjo novih stanovanj v naseljih kot so CB1 in Accordia v bližini železniške postaje in načrtovani razvoj Clayfarm  in Trumpington Meadows, na južnem delu mesta.

### Klima
Cambridge ima trenutno dve uradni vremenski opazovalni postaji: National Institute of Agricultural Botany (NIAB), približno 3 km  severno od centra mesta in Cambridge University Botanic Garden, približno 1,5 km južno od mestnega središča. Mesto ima primorsko podnebje, na katerega močno vpliva zalivski tok.
Nahaja se v najbolj sušni regiji Velike Britanije, ima povprečje padavin okoli 570 mm na leto. Snežnih padavin je zelo malo. Zaradi nizke nadmorske višine, so poletne temperature nekoliko višje, okoli 28,3 ° C. Absolutna najnižja temperatura je bila zabeležena v Botaničnem vrtu je bila -17,2 ° C v februarju 1947. Sončnega obsevanja imajo okoli 1500 ur na leto

## Upravljanje

### Lokalna uprava
Cambridge je ne-metropolitansko okrožje, ki ga upravlja mestni svet. Lokalna uprava pokriva večji del urbanega območja, nekateri deli pa segajo izven tega v južno okrožje Cambridgeshire. Cambridge je eno od petih okrožjih v grofiji Cambridgeshire in meji na vse strani s kmetijskim južnim Cambridgeshirom. Sedež mestnega sveta je v Guildhall, veliki zgradbi na mestnem trgu. Cambridge je dobil kraljevo listino kralja Ivana leta 1207, ki dovoljuje imenovanje župana. Prvi zabeležen župan, Harvey Fitz Eustace, je služil leta 1213. Mestni svetniki danes volijo župana vsako leto.
Za volilne namene je mesto razdeljeno na 14 enot: Abbey, Arbury, Castle, Cherry Hinton, Coleridge, East Chesterton, King's Hedges, Market, Newnham, Petersfield, Queen Edith's, Romsey, Trumpington in West Chesterton. Vsaka od 14 enot določi tudi svetnike v Cambridgeshire County Council. Odgovoren je za javno upravo, šolsko izobraževanje, socialno varstvo in ceste, od leta 2013 ima tudi No Overall Control.

## Demografija
Demografija v Cambridgeu se bistveno spreminja glede na delovanje Univerze, tako da je podatek težko izmeriti.
Po popisu leta 2011 je bilo prebivalstvo sosednjega pozidanega območja Cambridgea (urbanega območja) 158.434, medtem ko je bilo prebivalstvo območja mestnega sveta 123.867.
V popisu 2001, ki je potekal v času med šolskim letom Univerze, se je 89,44% prebivalcev opredelilo kot belci. V okviru Univerze je bilo 84% vseh dodiplomskih in 80% podiplomskih študentov opredeljeno kot belci (vključno s študenti iz čezmorskih držav). 
Cambridge ima veliko več od povprečja v državi najvišje plačanih strokovnih, vodstvenih ali upravnih delovnih mest (32,6% proti 23,5%) in precej nižje od povprečja delež fizičnih delavcev (27,6% proti 40,2%). Poleg tega je precej višji kot povprečje delež ljudi, ki imajo visoko izobrazbo (41,2% proti 19,7%) (diploma druge stopnje, magisterij ali doktorat). 

## Gospodarstvo
Mestna rečna povezava z okoliškimi kmetijskimi področji in dobre cestne povezave do Londona so v preteklosti nudile Cambridgeu status pomembne regionalne trgovske postojanke. Kralj Henrik I. je Cambridgeu podeli monopol nad rečno trgovino, ki omogočila gospodarski razcvet. Mestna trgovina s široko paleto proizvodov se je odvijala na letnih trgovinskih sejmih, kot sta Stourbridge Fair in Midsummer Fair in so ju obiskali trgovci iz vse države. Reka je bila opisana v računih iz leta 1748 kot »pogosto tako polna trgovskih ladij, da se promet za nekaj časa ustavil«. Spreminjajoči se vzorci trgovine na drobno in prihod železnice sta privedla do zmanjšanja pomembnosti Cambridge kot tržnega mesta.
Današnji Cambridge ima raznoliko gospodarstvo z močnimi sektorji, kot so raziskave in razvoj, programska oprema, svetovanje, inženiring, kreativna industrija, farmacija in turizem. Samo turizem ustvari več kot 350.000.000 £ prihodkov.

## Transport
Cambridge ima gosto cestno omrežje.
Cambridge kot univerzitetno mesto, ki leži na dokaj ravnem terenu, z velikimi prometnimi zastoji, ima najvišjo stopnjo uporabe koles v Veliki Britaniji. Po popisu prebivalstva iz leta 2001, je 25 % prebivalcev potovalo na delo s kolesom. Poleg tega je raziskava iz leta 2013 pokazala, da 47 % prebivalcev potuje s kolesom vsaj enkrat na teden.
Cambridge ima več avtobusnih prog s povezavami do sosednjih naselij. Sistem parkiraj in se pelji, ki delujejo sedem dni na teden, je usmerjen v spodbujanje motoriziranih voznikov parkirati blizu roba mesta. Od 7. avgusta 2011 nudi Cambridgeshire vodena avtobusna linija tekoč avtobusni prevoz v središču Cambridgea iz St. Ivesa in Huntingdona.
Železniška postaja ima neposredne železniške povezave v London do terminalov na londonskem King Cross in Liverpool Street. Vlak vozi non-stop vsake pol ure in vozi 50 minut. Vlaki vozijo tudi v King 'S Lynn in Ely, Norwich, Leicester, Birmingham, Peterborough, Stevenage, Ipswich in londonsko letališče Stansted. Druga postaja, Cambridge Science Park, bo odprta v letu 2015.
Cambridge ima tudi letališče, Cambridge Airport, uporabljajo ga predvsem podjetja, za prosti čas in za usposabljanje ter za letenje na letalih za vzdrževanje.

## Izobraževanje
Cambridge ima dve univerzi: University of Cambridge in lokalni kampus Anglia Ruskin University. Po nekaterih ocenah imata okoli 30.000 študentov. University of Cambridge je imela v šolskem letu 2007/8 okoli 17.662 študentov, Anglia Ruskin pa 24.000 študentov v svojih dveh univerzitetnih kampusih (eden od njih je izven Cambridge, v Chelmsfordu). Druge izobraževalne ustanove so še Hills Road Sixth Form College, Long Road Sixth Form College in Cambridge Regional College.
Šole v Cambridgeu izobražujejo učence od vrtcev do srednjih šol. Državne šole upravlja Cambridgeshire County Council, ki vodi 251 šol, 35 izmed njih v samem mestu Cambridge. Netherhall School, Chesterton Community College, Parkside Federation, North Cambridge Academy in krščanska konfesionalna šola St. Bede zagotavljajo celovito srednješolsko izobrazbo. Veliko drugih učencev s področja Cambridgea hodi v Village Colleges, vzgojno-izobraževalne institucije, edinstvene za Cambridgeshire, ki služijo kot srednje šole podnevi in za izobraževanje odraslih izven šolskih ur. Privatne šole v mestu so The Perse School, Sancton Wood School, St Mary's School in The Leys School.
Leta 1855 je bila v mestu odprta prva javna knjižnica, ki se je nahajala na Jezus Lane. Leta 1862 je bila prestavljena v Guildhall in se zdaj nahaja v nakupovalnem centru Grand Arcade. Knjižnica je ponovno začela delati septembra 2009, potem ko je bila 33 mesecev zaprta zaradi prenove.

## Kultura

### Gledališče
Glavno tradicionalno gledališče v Cambridgeu je Arts Theatre, stoji v mestnem jedru in ima 666 sedežev. Največje gledališče v mestu z rednimi gledališkimi predstavami je Cambridge Corn Exchange z zmogljivostjo 1.800 ali 1.200 sedežev. Zgradba iz 19. stoletja, nekdanja menjalnica koruze, je bila uporabljena za različne namene v celotnem 20. stoletju, uprizarjali so čajanke, avtomobilske salone, športne tekme in kot glasbeno prizorišče. Mestni svet je stavbo obnovil leta 1980, nakar je postala prizorišče umetnosti, ki gosti gledališke, plesne in glasbene predstave. Najnovejša gledališka hiša v Cambridgeu je J2 z 220 sedeži in je del Cambridge Junction v Cambridgeu Leisure parku. Prizorišče je bilo odprto leta 2005 in gosti gledališče, ples, glasbo v živo in komedije. ADC Theatre upravlja Univerza v Cambridgeu in ima običajno 3 predstave na teden v času šolskega leta. Gosti Cambridge University Footlights Dramatic Club, ki je izvedel mnoge znamenite britanske komedije. Mumford Theater je del Anglia Ruskin University in gosti predstave obeh študentskih in ne-študentskih skupin. Obstajajo tudi številna prizorišča znotraj šol.

### Glasba
Pink Floyd so najbolj znana skupina, ki izhaja iz Cambridgea. Nekdanji pisec besedil, kitarist in pevec Syd Barrett se je rodil in živel v mestu. On in drugi ustanovni član Roger Waters, sta hodila v šolo skupaj na Cambridgeshire High School for Boys. David Gilmour, kitarist, ki je nadomestil Barretta, je tudi prebivalec Cambridgea. Glasbene skupine, ki so nastale v Cambridgeu so še Henry Cow, Katrina and the Waves, The Soft Boys, Ezio Horace X, The Broken Family Band, Uncle Acid & the Deadbeats in .pop-klasična skupina King's Singers, ki je nastala na Univerzi. Umetnica Boo Hewerdine je iz Cambridgea, kot tudi bobnar in basist  (in brata) Nu:Tone and Logistics. Pevci Matthew Bellamy, rock skupine Muse in Olivia Newton - John so bili rojeni v mestu. Kantavtorji Nick Drake, Colin Greenwood iz zasedbe Radiohead in manchesterski glasbeni mogotec Tony Wilson, ustanovitelj tovarne Records, vsi so se izobraževali na Univerzi v Cambridgeu. V letu 2012 dobitnik nagrade Mercury, zmagovalec Alt-J domuje v mestu.

### Festivali in prireditve
V Cambridgeu predvsem poleti, poteka več sejmov in festivalov. Midsummer Fair sega v leto 1211, ko je bila izdana listina kralja Ivana. Danes obstaja predvsem v obliki letnega sejma in to več dni okoli ali blizu kresnega dneva. Na prvo soboto v juniju Midsummer Common organizira Strawberry Fair, glasbeni in otroški sejem, z vrsto stojnic. En teden v maju je v parku Jesus Green, letni festival piva. Začel se je leta 1974 in je drugi največji festival piva zunaj Londona. V letu 2009 so postregli 90.000 pint piva in tone sira.
Cambridge Folk Festival je eden največjih festivalov ljudske glasbe v Veliki Britaniji, ki se odvija vsako leto v Cherry Hinton Hall na obrobju mesta. Festival organizira mestni svet od ustanovitve leta 1964. Cambridge Summer Music Festival je vsakoletni festival klasične glasbe, ki poteka v šolah in kapelah Univerze. Shakespeare Festival je osemtedenska sezona predstav na prostem, del Williama Shakespeara, in poteka po vrtovih različnih fakultet univerze. Filmski festival se je začel leta 1977, potekal vsako leto v juliju, od leta 2008 pa v septembru, da bi se izognili konkurenčnemu Edinburgh Film Festival.

## Pobratena mesta
Cambridge je pobraten z dvema mestoma. Tako kot Cambridge imata obe univerze in sta podobna tudi v populaciji: 
- Heidelberg, Nemčija od 1965,[18] in
- Szeged, Madžarska od 1987.[18]